# Protection paravalanche

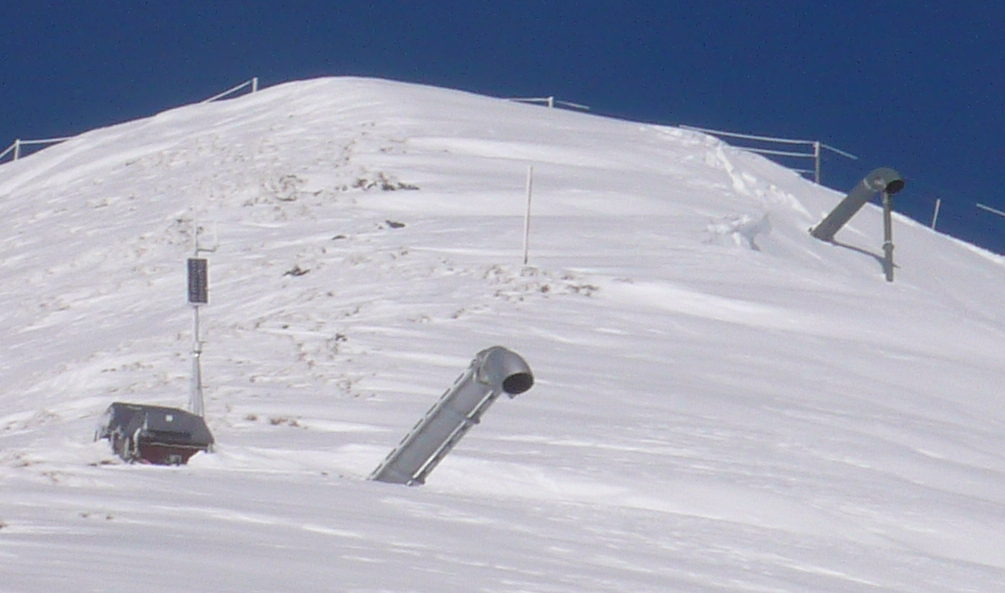
Installation de GAZEX

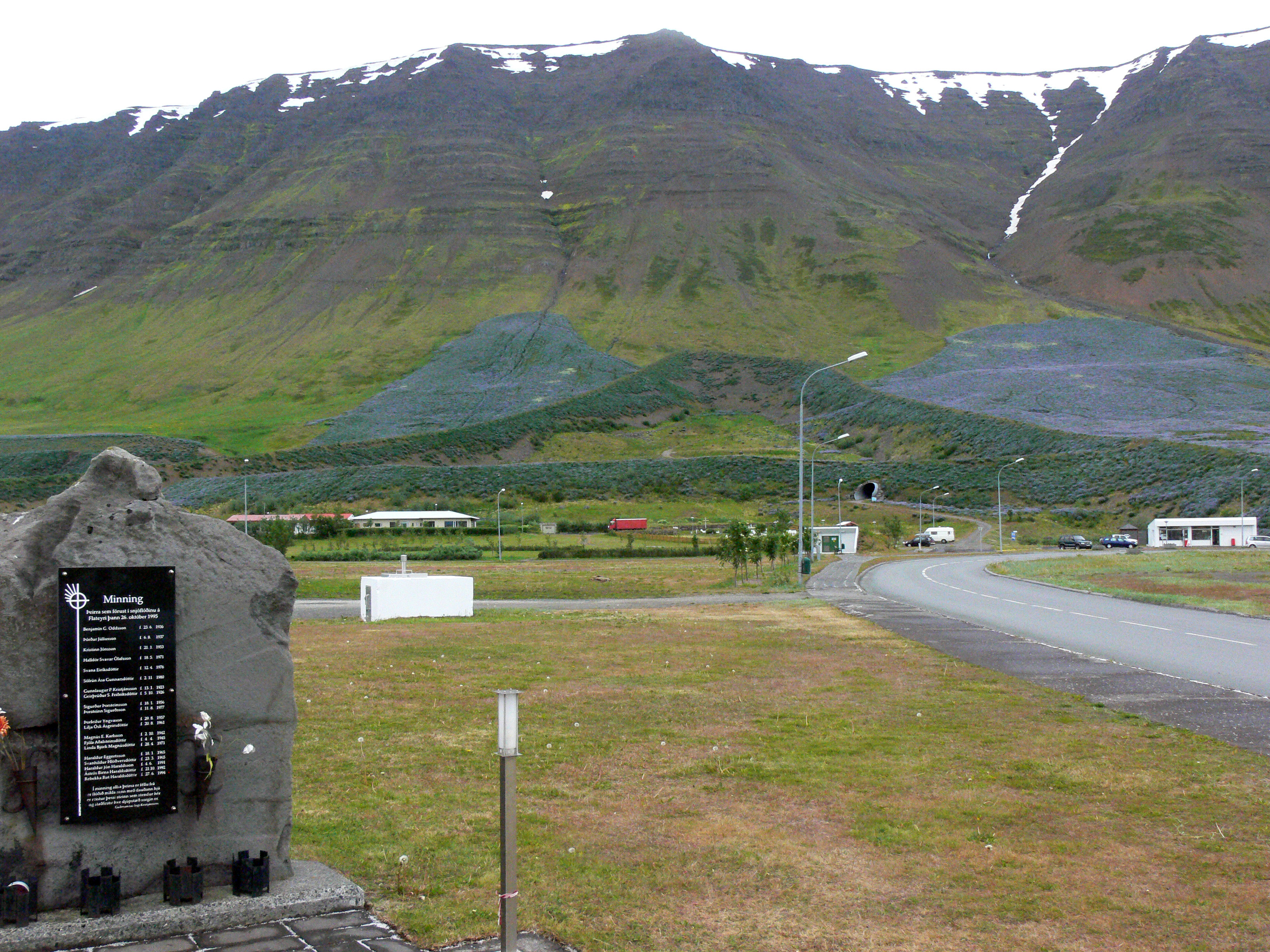
En vert foncé : Digues déflectrices protégeant la ville de Flateyri des avalanches descendant de l'Eyrarfjall en Islande. À gauche : stèle commémorative de l'avalanche meurtrière de 1995

La protection paravalanche est assurée par les différentes techniques de défense,,, utilisées pour mieux protéger des lieux où se trouvent de façon prolongée des personnes et/ou des structures (maison, route, pylône, piste, etc.), contre les avalanches de neige.
Leur utilisation nécessite du temps (projet, mise en œuvre) et comprend au moins 3 phases :
- organisation : choix d’événement de référence, conception d’un projet ;
- décision : choix technique, financement ;
- gestion de la technique retenue : entretien, mise en action.

La protection paravalanche n'est donc pas celle utilisée par le skieur de randonnée.

## Types de stratégies
Hors la localisation des risques, les solutions de protection paravalanche collective peuvent se présenter suivant deux stratégies interdépendantes :
- la durée de la protection entreprise[3], avec :
  - la défense permanente[4],[6] : ce sont les techniques pérennes, opérationnelles sans intervention humaine,
  - la défense temporaire[4],[6] : ce sont les techniques utilisées pendant une durée limitée lors de forts risques ; elle nécessite donc la prise en compte de différentes informations et une prise de décision humaine ;
- le point d'intervention sur l'avalanche[3] avec :
  - la défense passive[7],[6], ou protection passive, qui vise à maîtriser, à modifier ou à détecter l’écoulement de l'avalanche,
  - la défense active[6], ou protection active, qui vise à maîtriser, à modifier ou à détecter les conditions d’initiation de l'avalanche.

La défense permanente et la défense temporaire peuvent être, chacune, soit passive soit active.

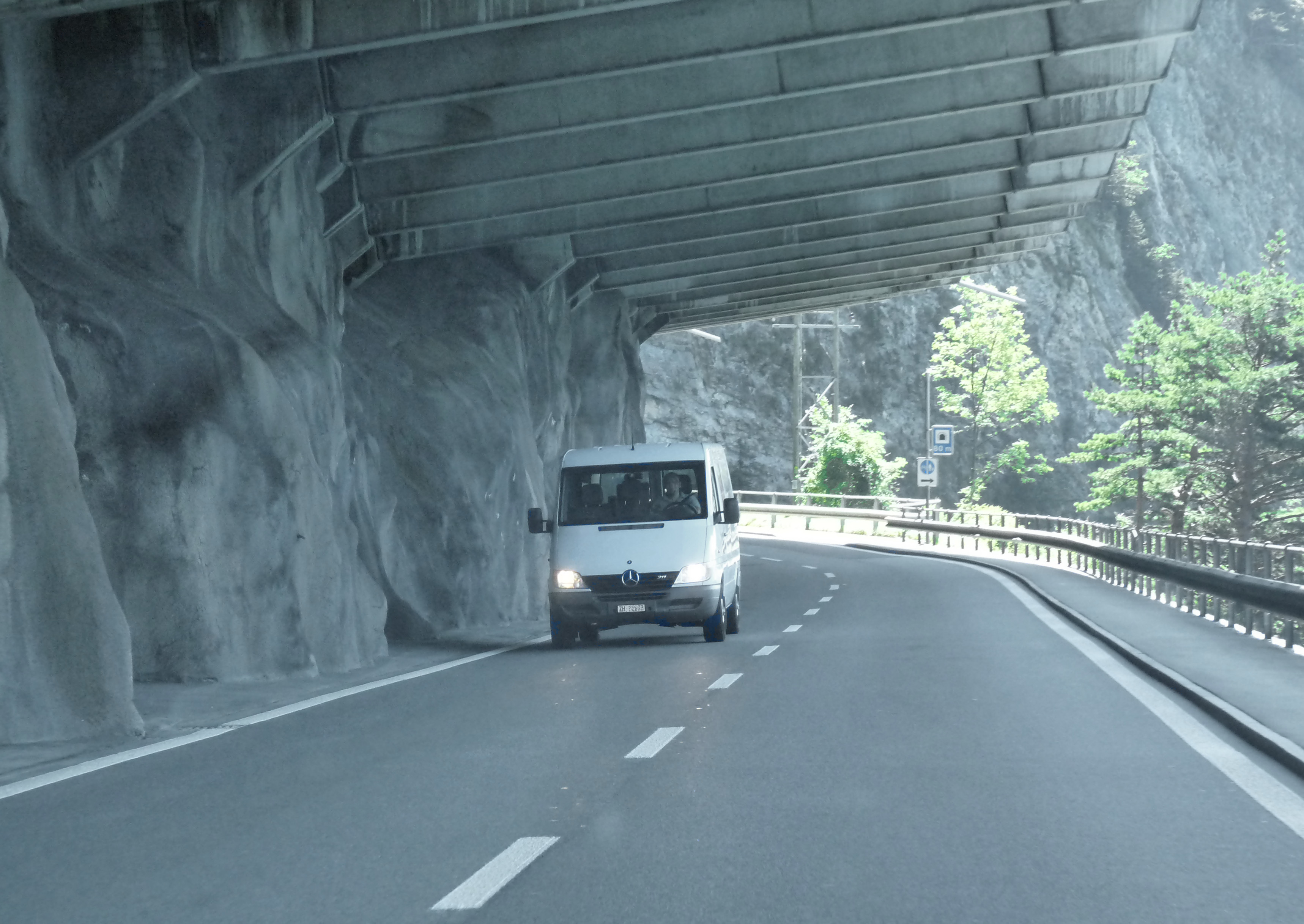
Défense permanente passive : galerie paravalanche.
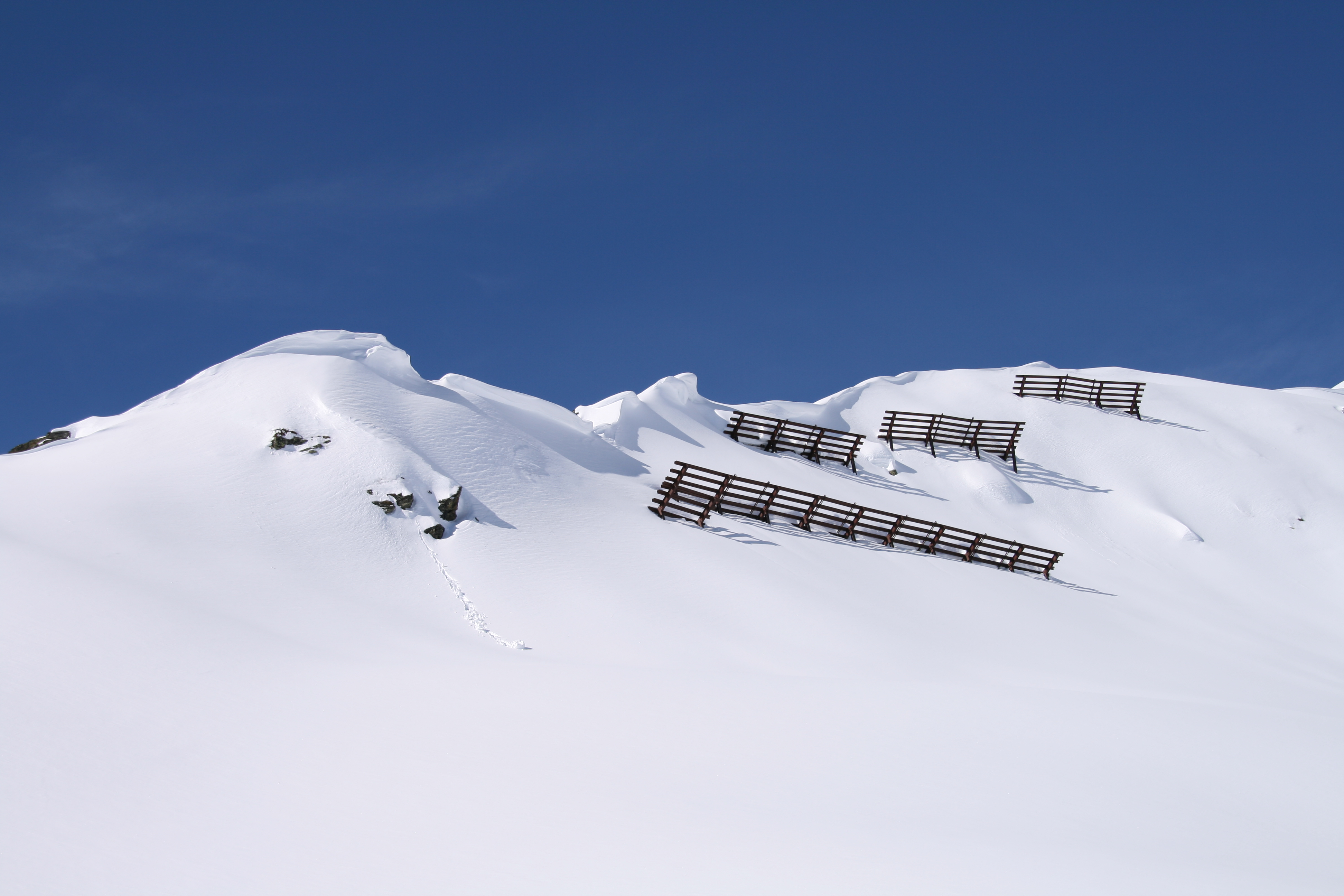
Défense permanente active : claies paravalanches en zone de départ.
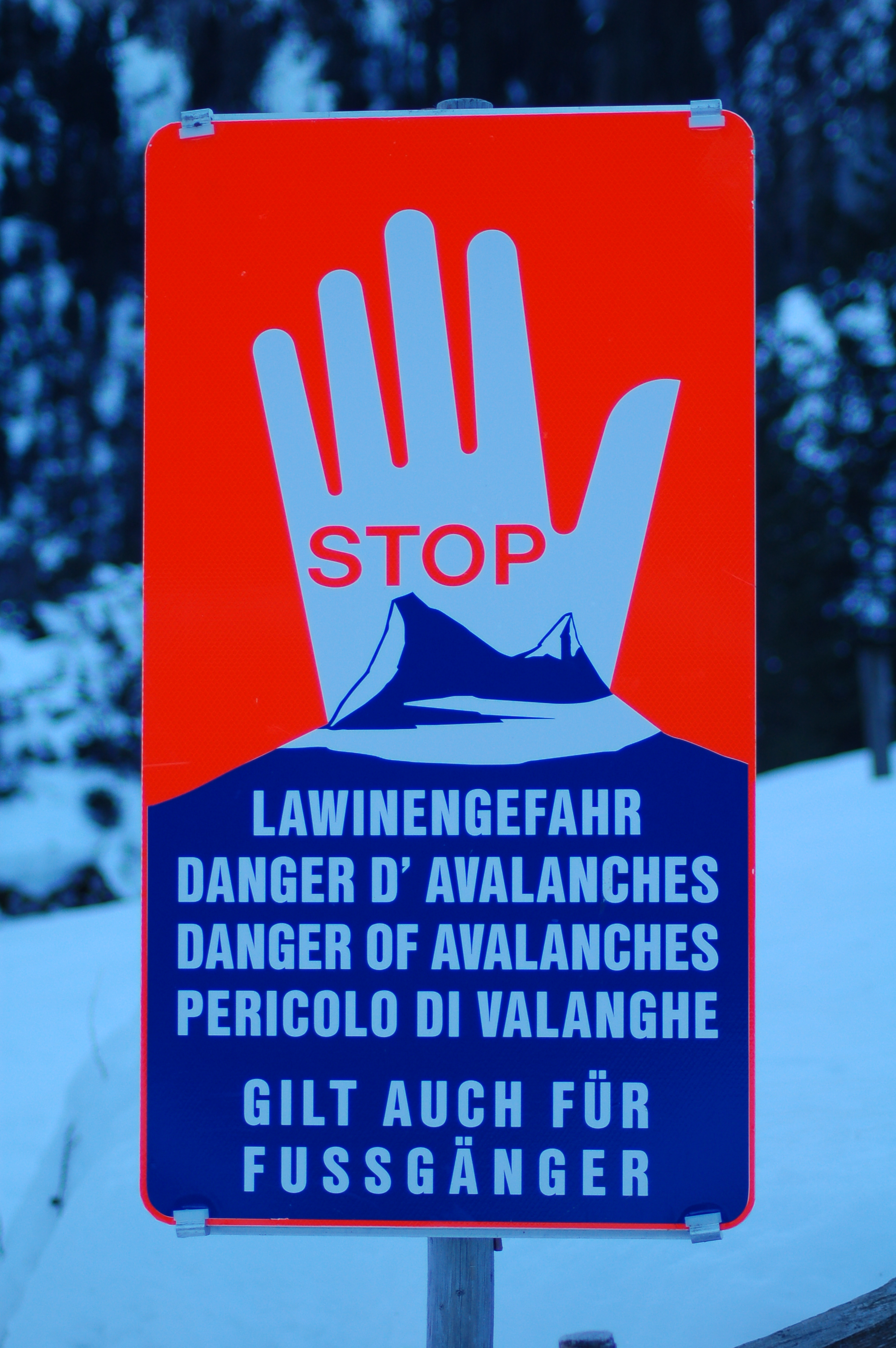
Défense temporaire passive : signalétique d'avertissement.
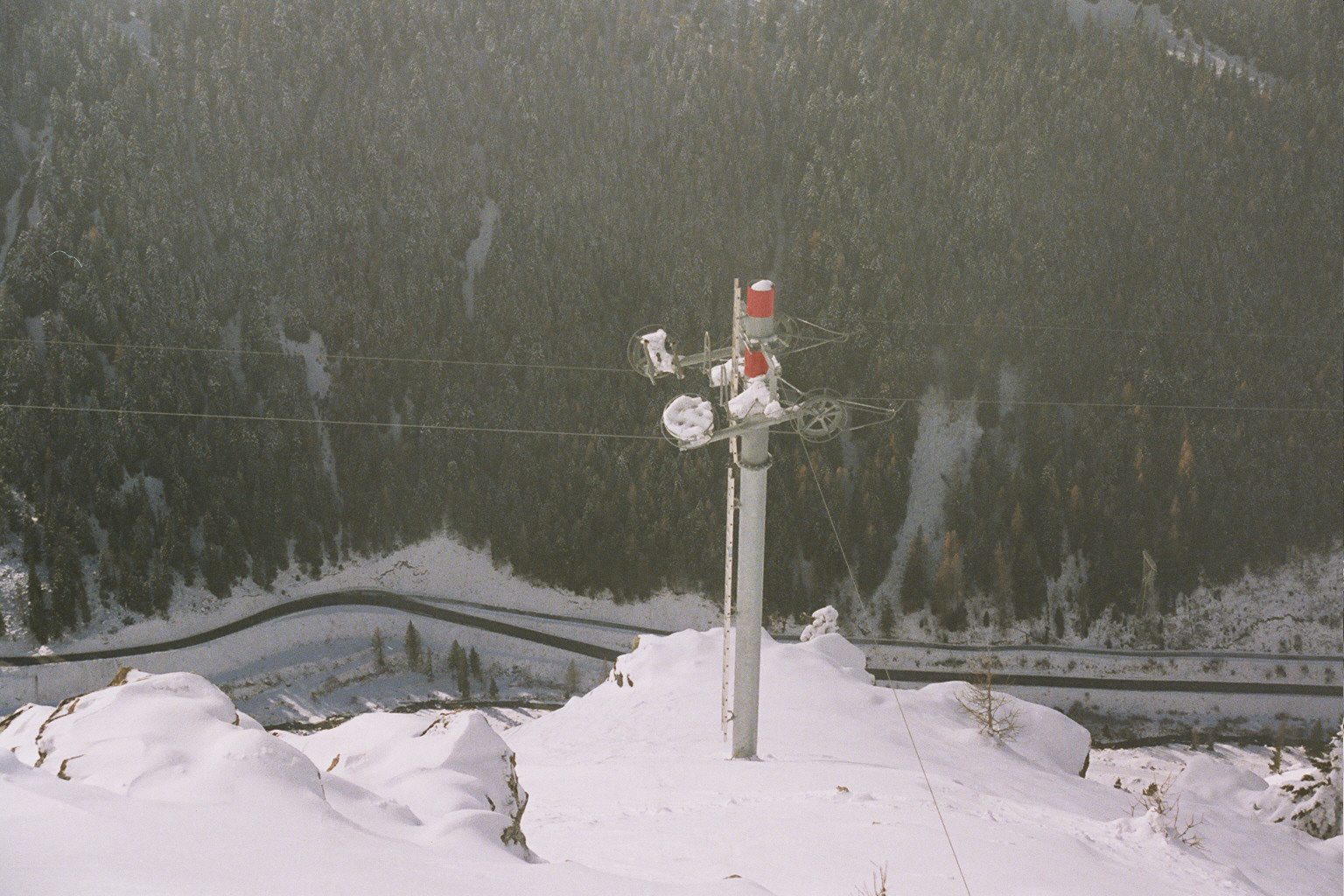
Défense temporaire active : câble transporteur d'explosif, CATEX.

## Types de techniques[4]
Les ouvrages en super-structure de ces techniques de protection constituent les paravalanches.
Les différentes techniques de protection paravalanche peuvent être présentées selon le découpage des stratégies, dans 4 groupes :
| Protection | Permanente                                                   | Permanente                                   | Temporaire               | Temporaire                                                         |
| Protection | Type                                                         | Exemple(s)                                   | Type                     | Exemple(s)                                                         |
| ---------- | ------------------------------------------------------------ | -------------------------------------------- | ------------------------ | ------------------------------------------------------------------ |
| Passive    | Déviation                                                    | Galerie, tremplin, tourne, digue, étrave     | Réglementation           | Interdiction, évacuation, consigne                                 |
| Passive    | Freinage                                                     | Tas, dents, obstacle ajouré                  | Réglementation           | Interdiction, évacuation, consigne                                 |
| Passive    | Arrêt                                                        | Mur, digue (stockage : plage de dépôt)       | Réglementation           | Interdiction, évacuation, consigne                                 |
| Passive    | Adaptation, renforcement des constructions au site/phénomène | Esquive (forme architecturale)               | Réglementation           | Interdiction, évacuation, consigne                                 |
| Passive    | Avertissement, alerte                                        | Signalisation, Détecteur routier d'avalanche | Réglementation           | Interdiction, évacuation, consigne                                 |
| Active     | Modification de la rugosité du sol                           | Banquettes (étroites), fauchage, drainage    | Damage                   |                                                                    |
| Active     | Reboisement                                                  | Plantation                                   | Déclenchement artificiel | aux skis                                                           |
| Active     | Fixation et soutien du manteau neigeux                       | Râteliers, claies, filets                    | Déclenchement artificiel | à l'explosif : à la main, hélicoptère, avalancheur, CATEX, (canon) |
| Active     | Utilisation de l'action du vent                              | Barrières à neige, vire-vent, toit-buse      | Déclenchement artificiel | au gaz : GAZEX, AVALHEX                                            |

### Déclenchement artificiel d'avalanches
Il est possible de déclencher volontairement des avalanches à titre préventif, très souvent pour sécuriser une partie d'un domaine skiable.

## Types d'enjeux concernés
Les enjeux concernés par la protection paravalanche peuvent être regroupés dans 4 groupes :
| LIEUX HABITÉS                                                      | VOIES DE COMMUNICATION                                                | DOMAINES SKIABLES                                                                              | AMÉNAGEMENTS "INDUSTRIELS"                                           |
| ------------------------------------------------------------------ | --------------------------------------------------------------------- | ---------------------------------------------------------------------------------------------- | -------------------------------------------------------------------- |
| - Maison, restaurant d'altitude - Hameau - Village, station de ski | - Voirie : Route Nationale, Départementale, Communale - Chemin de fer | - Remontée mécanique (pylône, gare) - Piste balisée (ski alpin, ski de fond) - (Hors pistes ?) | - Installation d'enneigement artificiel - Barrage - Ligne électrique |

## Critères de choix stratégiques
Les différents critères de choix d'une technique de protection paravalanche ou d'une autre peuvent être présentées selon le découpage des stratégies, selon 4 types d'actions :
| Protection | Permanente                               | Permanente | Temporaire                  | Temporaire |
| Protection | Action                                   | Caractéristiques | Action                      | Caractéristiques |
| ---------- | ---------------------------------------- | --- | --------------------------- | --- |
| Passive    | Évaluer l’avalanche de référence         | - Type d’avalanche : coulante, aérosol, etc. - Caractéristiques géométriques : hauteur, largeur ?, emprise, volume - Caractéristiques physiques : vitesse, densité ?, impact - Période de retour | Connaître (informations)    | - Histoire des avalanches : type, fréquence, relations lors des crues - Géographie : emprise - Nivo-météorologie : évolutions (récentes, de tout l'hiver en cours, du passé) |
| Passive    | Évaluer la vulnérabilité                 | Type / « sensibilité » | Réagir                      | - Au bon moment : rapidement - Aux bons endroits : efficacement |
| Active     | Évaluer le manteau neigeux de référence  | - Hauteur, cohésion / glissement, stratification - Chute de neige - Influence du vent ? : indiquer les valeurs                                                                                   | Déclencher artificiellement | - Pourquoi : pas de neige donc pas d’avalanche - Quand : si chute de neige > 20 à 30 cm / 3 jours - Deux objectifs de sécurité : 1. public et utilisateur ; 2. utilisation des explosifs à des fins pacifiques - Comment : organiser le dispositif : Plan d'intervention pour le déclenchement des avalanches (PIDA) : localisation, personnel, moyens - Efficacité maximale : 1 à 5 m au-dessus - Risque de surprise : pas sur des habitations |
| Active     | Agir sur l’ensemble de la zone de départ | - Localiser les possibilités - Rechercher, comprendre, expliquer | Déclencher artificiellement | - Pourquoi : pas de neige donc pas d’avalanche - Quand : si chute de neige > 20 à 30 cm / 3 jours - Deux objectifs de sécurité : 1. public et utilisateur ; 2. utilisation des explosifs à des fins pacifiques - Comment : organiser le dispositif : Plan d'intervention pour le déclenchement des avalanches (PIDA) : localisation, personnel, moyens - Efficacité maximale : 1 à 5 m au-dessus - Risque de surprise : pas sur des habitations |

En septembre 2015, en France, d'une part une instruction, demande que les zones d’impact des avalanches exceptionnelles soient dorénavant prises en compte dans les plans de prévention des risques naturels (PPRN) et d'autre part le guide méthodologique correspondant explicite cette disposition.

## Comparaison sécurité/coûts
Pour la protection d'habitations : 
| Type de protection                  | Niveau de sécurité | Niveau de sécurité | Niveau de coût / an | Niveau de coût / an | Rapport Sécurité / Coûts | Paysage |
| Type de protection                  | Niveau de sécurité | Niveau de sécurité | Investissement      | Fonctionnement      | Rapport Sécurité / Coûts | Paysage |
| ----------------------------------- | --- | ------------------ | ------------------- | ------------------- | ------------------------ | ------- |
| Zonage                              | Nécessite une concertation menée à terme dans de bonnes conditions | ↑↑                 | ↑↑                  | ↑↑                  | ↑↑ / (↑↑+↑↑)             | ↑↑      |
| Tourne                              | Attention à : - l'angle de déviation ; - la hauteur, vis-à-vis de l'avalanche ; - la verticalité de la face amont                                                                                   | ↔                  | ↔                   | ↑                   | ↔ / (↔+↑)                | ↔       |
| Tas freineur                        | - Exige une situation dans zone d'arrêt « naturel » - Meilleur si face amont verticale - Nécessite un espace de stockage et d'autres mesures - Tas en réseau - Risque de décapage / d’enfouissement | ↓                  | ↓↓                  | ↔                   | ↓ / (↓↓ + ↔)             | ↓       |
| Digue d'arrêt                       | - Exige une situation dans zone d'arrêt « naturel » - Meilleur si face amont verticale - Nécessite un espace de stockage et d'autres mesures - Tas en réseau - Risque de décapage / d’enfouissement | ↑                  | ↓                   | ↑                   | ↑ / (↓ + ↑)              | ↑ à ↓   |
| Étrave                              | - Protection peu étendue - Attention à l'angle de déviation, à la hauteur | ↑                  | ↓                   | ↑                   | ↑ / (↓ + ↑)              | ↔ à ↓   |
| Banquette                           | N'agit que sur une avalanche de fond | ↓↓                 | ↔                   | ↑                   | ↓↓ / (↔ + ↑)             | ↔ à ↓↓  |
| Barrière à neige                    | - Nécessite un site adapté - Complément à d'autres mesures | ↔                  | ↓                   | ↓                   | ↔ / (↓ + ↓)              | ↓       |
| Râtelier ou Claie (ou Filet) (H=4m) | - Traitement de tous les secteurs de la zone de départ - Attention à la hauteur | ↑↑                 | ↓↓                  | ↓                   | ↑↑ / (↓↓ + ↓)            | ↓↓      |
| Réglementation                      | Problèmes pratiques et juridiques | ↔                  | ↑↑                  | ↑↑                  | ↔ / (↑↑ + ↑↑)            | ↑↑      |

Légende comparative :
| ↑↑       | ↑   | ↔                  | ↓       | ↓↓           |
| -------- | --- | ------------------ | ------- | ------------ |
| Très bon | Bon | Ni bon, ni mauvais | Mauvais | Très mauvais |